# Мерл мадагаскарський
Мерл мадагаскарський (Hartlaubius auratus) — вид горобцеподібних птахів родини шпакових (Sturnidae). Ендемік Мадагаскару. Це єдиний представник монотипового роду Мадагаскарський мерл (Hartlaubius).

## Поширення і екологія
Мадагаскарські мерли живуть у вологих і сухих рівнинних тропічних лісах та в сухих чагарникових заростях.